# Alatri (Latium)
Alatri (sprich: Alátri), in der Antike Aletrium, ist eine Stadt in der italienischen Provinz Frosinone in der Region Latium mit 27.605 Einwohnern (Stand 31. Dezember 2023). Sie liegt 84 km östlich von Rom und 13 km nördlich der Stadt Frosinone.
|  |

## Geographie
Alatri liegt in der Hügellandschaft der Ciociaria. Es ist Mitglied der Comunità Montana Monti Ernici.
Die Nachbargemeinden sind Collepardo, Ferentino, Frosinone, Fumone, Guarcino, Morino (AQ), Trivigliano, Veroli und Vico nel Lazio.

## Geschichte
Alatri wurde vermutlich im 6. Jahrhundert v. Chr. von den Hernikern gegründet. Nachdem Alatri und andere Ortschaften am zweiten Samnitenkrieg teilgenommen hatten, wurden die Herniker 306 v. Chr. zu steuer- und dienstpflichtigen Untertanen Roms gemacht.
Alatri war seit dem 5. Jahrhundert Bischofssitz, bis das Bistum Alatri 1986 im Bistum Anagni aufging.
Im Dezember 1941 errichtete das faschistische Regime in Fraschette, auf dem Gemeindegebiet von Alatri, ein Kriegsgefangenenlager für mehrere Tausend Zivilinternierte, aus dem ab 1942 der Campo di concentramento Le Fraschette wurde. Die ersten Internierten waren Anglo-Malteser, die aus Libyen deportiert worden waren; sie trafen im Herbst 1942 ein. In den darauffolgenden Monaten trafen insgesamt ca. 3000 Jugoslawen aus den von Italien besetzten und annektierten Gebieten sowie Slawen aus den italienischen Grenzprovinzen in Fraschette ein. Frauen und Kinder aus anderen Lagern wurden nach und nach nach Fraschette di Alatri verlegt. Im Sommer 1943 befanden sich 4500 Internierte im Lager. Die Internierten hausten in kalten Holzbaracken. Die Lebensbedingungen waren denkbar schwierig. Die hygienischen Verhältnisse waren prekär, einfache Latrinen ersetzten die fehlende Kanalisation; die medizinische Versorgung war unzureichend; die Internierten litten Hunger und versuchten durch den Verkauf von Gegenständen, die sie noch besaßen, das knapp bemessene Taggeld aufzurunden. Im Jahre 1943 besuchte die Schweizerische Gesandtschaft in Rom das Lager dreimal. Das Lager in Fraschette wurde im April 1944 aufgelöst.
Danach diente das einstige KZ Fraschette als DP-Lager für Displaced Persons. Eine Weiternutzung des Lagers erfolgte dann für Flüchtlinge aus Istrien und Dalmatien und später als Erstunterkunft auch für Italiener aus den ehemaligen afrikanischen Kolonien und für Flüchtlinge aus Ostblockstaaten.

## Bevölkerungsentwicklung
| Jahr      | 1871   | 1881   | 1901   | 1921   | 1936   | 1951   | 1971   | 1991   | 2001   |
| Einwohner | 13.841 | 13.414 | 15.450 | 16.874 | 18.616 | 20.459 | 20.132 | 25.038 | 27.068 |

Quelle: ISTAT

## Politik
Giuseppe Morini (PD) wurde im Mai 2011 zum Bürgermeister gewählt. Er gewann die Wahl gegen seinen Vorgänger Costantino Magliocca (PdL) (2006–2011). Das Mitte-links-Bündnis stellte mit 10 von 16 Sitzen die Mehrheit im Gemeinderat.

## Partnerstädte
- Alife, seit 1985
- Perugia, seit 1986
- Pietrelcina, seit 2002
- Clisson, seit 2001
- Saint-Lumine-de-Clisson, seit 2000
- Gétigné, seit 2000
- Gorges, seit 2000
- Dirfi

## Verkehr
Die Staatsstraße SS 155 verbindet Alatri mit den Orten Fiuggi und Frosinone sowie mit der  A1, Autostrada del Sole.

## Sehenswürdigkeiten
- Die Stadtmauer und die Mauern der Akropolis aus Zyklopenmauerwerk stammen aus der Zeit der Herniker und gehören zu den am besten erhaltenen Italiens.
- Auf dem Plateau der Akropolis und über den Resten eines Saturntempels wurde der Dom San Paolo errichtet.
- Die romanische Kirche Santa Maria Maggiore stammt aus dem 13. Jahrhundert.

## Persönlichkeiten
- Valerio Agnoli (* 1985), Radrennfahrer